# Colonia Ejidal Emiliano Zapata
Colonia Ejidal Emiliano Zapata är ett samhälle i Mexiko. Det tillhör kommunen Ocoyoacac i delstaten Mexiko. Colonia Ejidal Emiliano Zapata hade 686 invånare vid folkräkningen 2020.